# Tetrazepam
Tetrazepam – organiczny związek chemiczny, pochodna benzodiazepiny o długim działaniu, silnie i wybiórczo zwiotcza mięśnie szkieletowe. Wykazuje też działanie uspokajające, przeciwlękowe i przeciwdrgawkowe jednakże słabiej wyrażone.
Mechanizm działania pochodnych benzodiazepin nie został do końca poznany. Wiadomo, że działają na OUN poprzez aktywację kompleksów GABAA i otwarcie kanałów chlorkowych.
Hamujące działanie GABA w OUN powoduje zmniejszenie napięcia mięśniowego i bólu.
Tetrazepam stosowany jest głównie w ortopedii i reumatologii (bóle lędźwiowe, rwa kulszowa, rwa barkowa, reumatyczne choroby stawów, przykurcze mięśniowe) oraz neurologii (spastyczne przykurcze kończyn pochodzenia rdzeniowego i mózgowego).
Podczas leczenia chorzy nie powinni prowadzić pojazdów mechanicznych ani obsługiwać urządzeń mechanicznych w ruchu. W trakcie leczenia nie należy spożywać alkoholu.
W Polsce zarejestrowano 4 leki zawierające tetrazepam: Miozepam, Myolastan, Myopam i Tetraratio. W roku 2013 obrót tymi preparatami został zawieszony w całej Unii Europejskiej z powodu możliwości wystąpienia ciężkich reakcji skórnych.